# Drauzou
Der Drauzou ist ein Fluss in Frankreich, der im Département Lot in der Region Okzitanien verläuft. Er entspringt im Gemeindegebiet von Labathude, entwässert generell Richtung Süd und mündet nach rund 23 Kilometern an der Gemeindegrenze von Camboulit und Figeac, als rechter Nebenfluss in den Célé.

## Orte am Fluss
(Reihenfolge in Fließrichtung)
- Aujal, Gemeinde Saint-Maurice-en-Quercy
- Cardaillac
- Fourmagnac
- Camburat
- Lissac, Gemeinde Lissac-et-Mouret